# Sympistis nigricata
Sympistis nigricata är en fjärilsart som beskrevs av Rudolf Rangnow 1935. Sympistis nigricata ingår i släktet Sympistis och familjen nattflyn. Inga underarter finns listade i Catalogue of Life.